# 拉帕努伊國家公園
27°09′S 109°27′W / 27.15°S 109.45°W
拉帕努伊國家公園是智利的國家公園，位於復活節島，由瓦爾帕萊索大區負責管轄，成立於1935年1月16日，面積71平方公里，被聯合國教科文組織列入世界遺產名錄。

## 图册

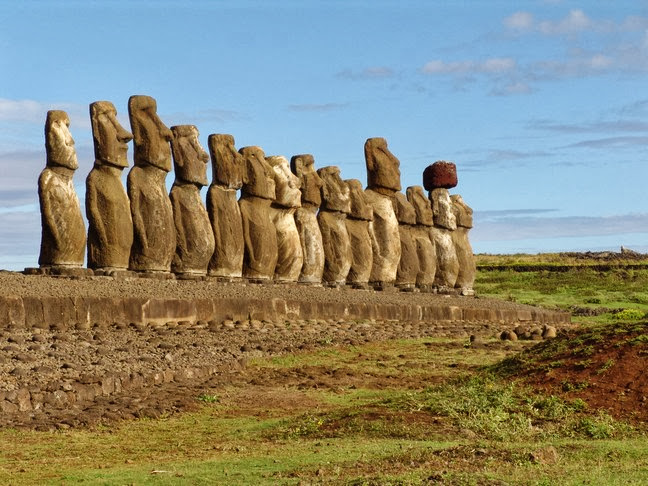
雕像侧景
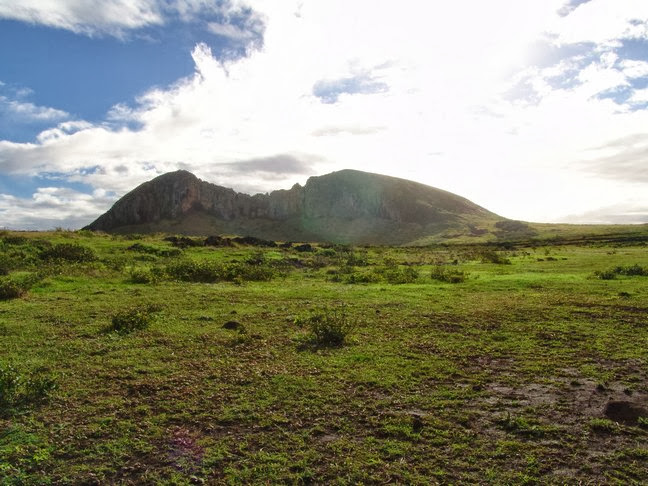
火山
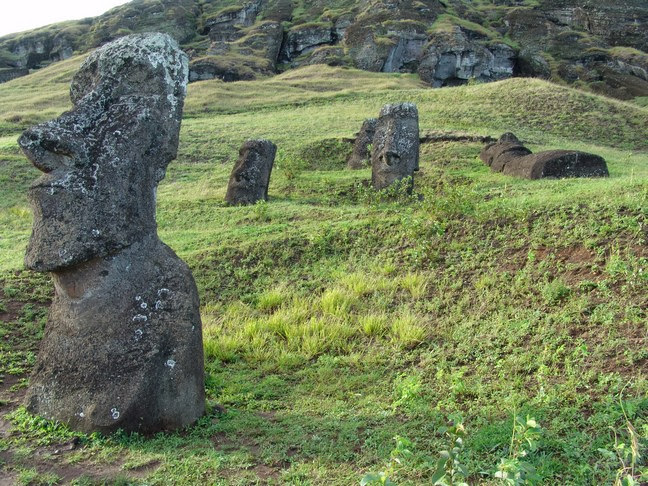
斜坡上的雕像
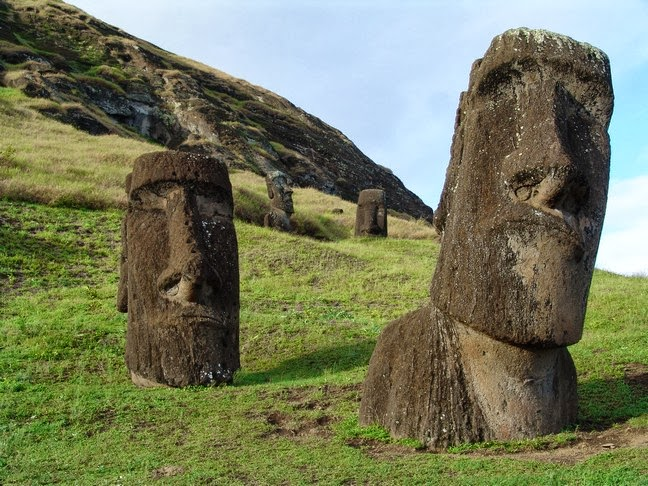
斜坡上的雕像
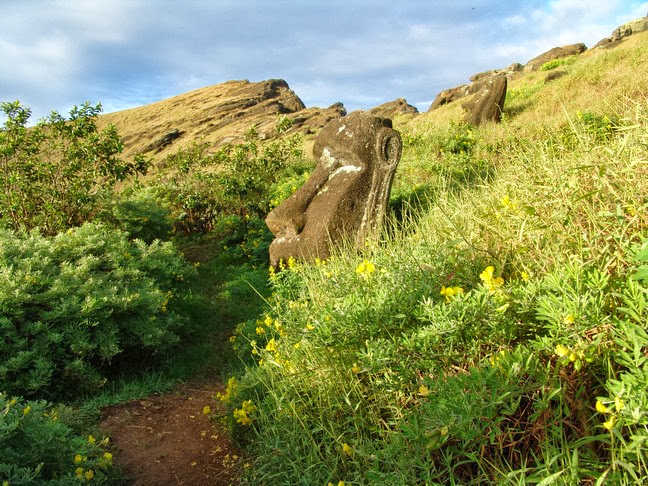
山坡上的雕像
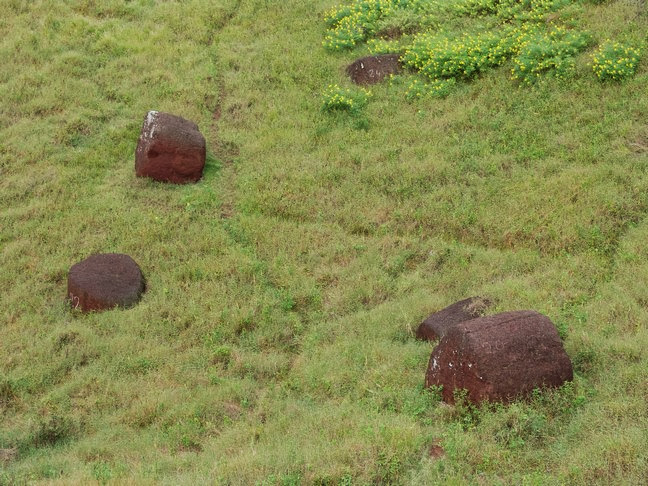
雕像的头饰
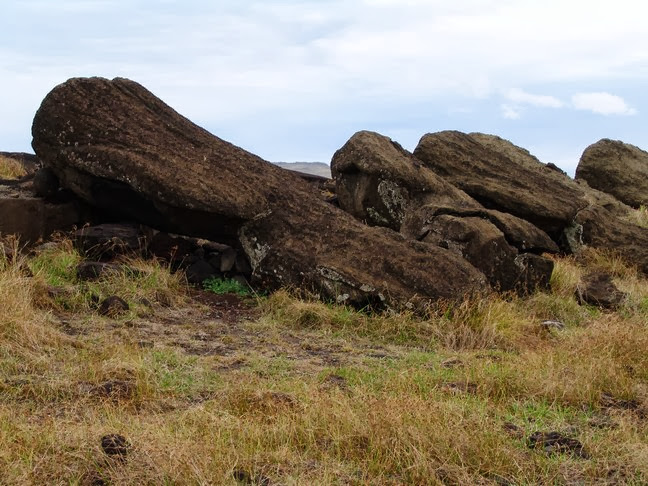
倒地的雕像
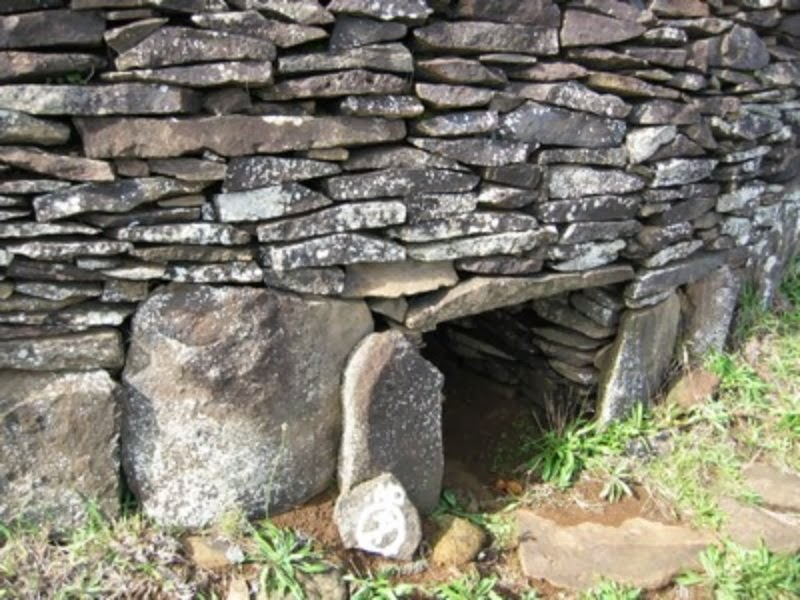
在火山口的古老住宅
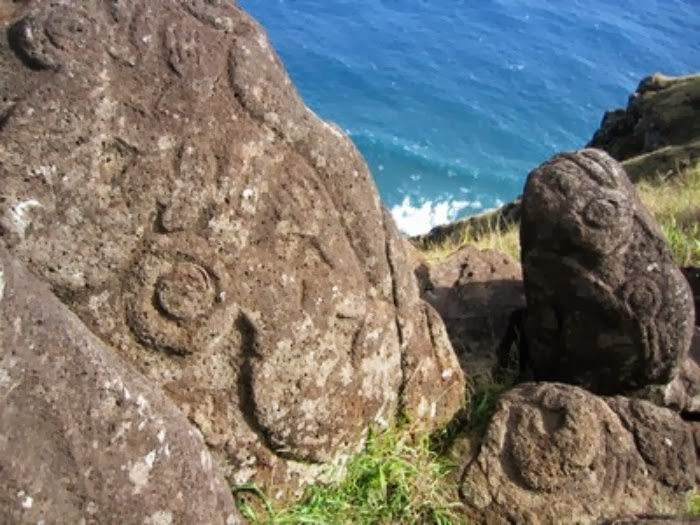
海边的雕像
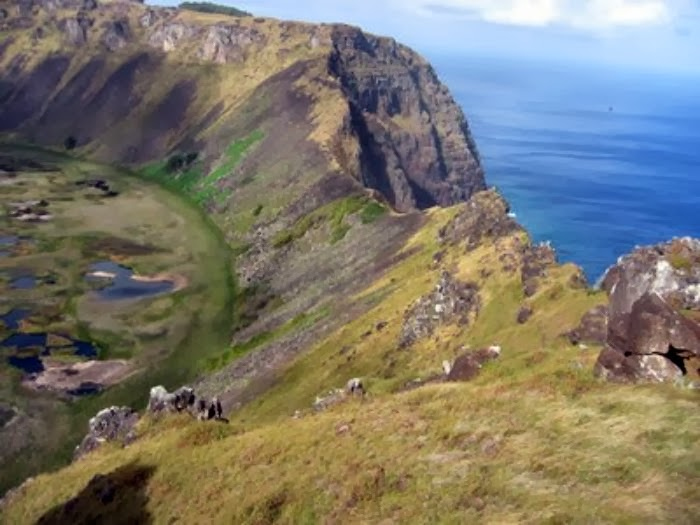
火山口
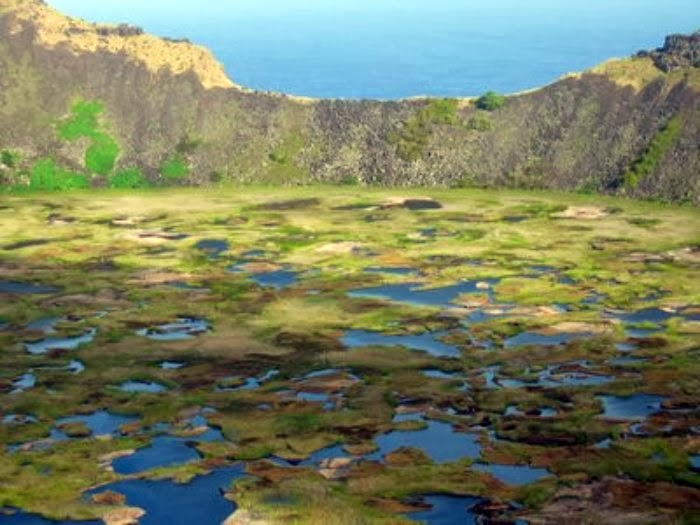
火山口
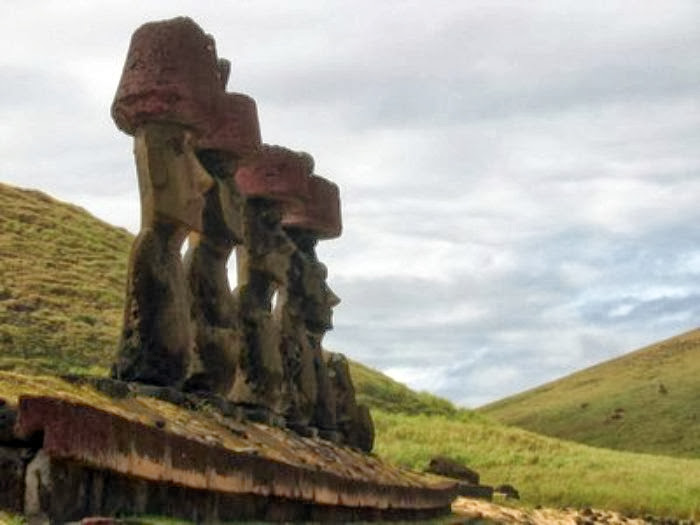
雕像侧像